# Церковь Святой Богородицы (Канакер)
Церковь Святой Богородицы (арм. Սուրբ Աստվածածին եկեղեցի) — армянская апостольская церковь в Канакерском районе Еревана.

## Описание
Церковь представляет собой трёхнефную базилику с двумя парами фронтонов в молельном зале, старшим алтарём с восточной стороны и парой примыкающих к нему хранилищ, имеет входы с южной и западной сторон. На внутренних стенах церкви сохранились росписи XV—XVII веков и украшенные хачкары. На одном из них в качестве исполнителя упоминается имя Керам.

## История
Наряду с другими культовыми постройками в 1679 году во время землетрясения пострадал и Канакерская церковь. Надпись на ней доказывает доказывает, что она была построена в 1695 году на средства местных жителей. Церковь принадлежала приходу (в ней были приходские покои и другие монастырские постройки, обнесённые стеной).
В советский период церковь перестала функционировать и стала складом. После обретения независимости была отремонтирована армянским обществом охраны исторических памятников.

## Интересный факт
В церковном дворе похоронен герой романа Хачатура Абовяна «Рана Армении» Агасси.

## Галерея

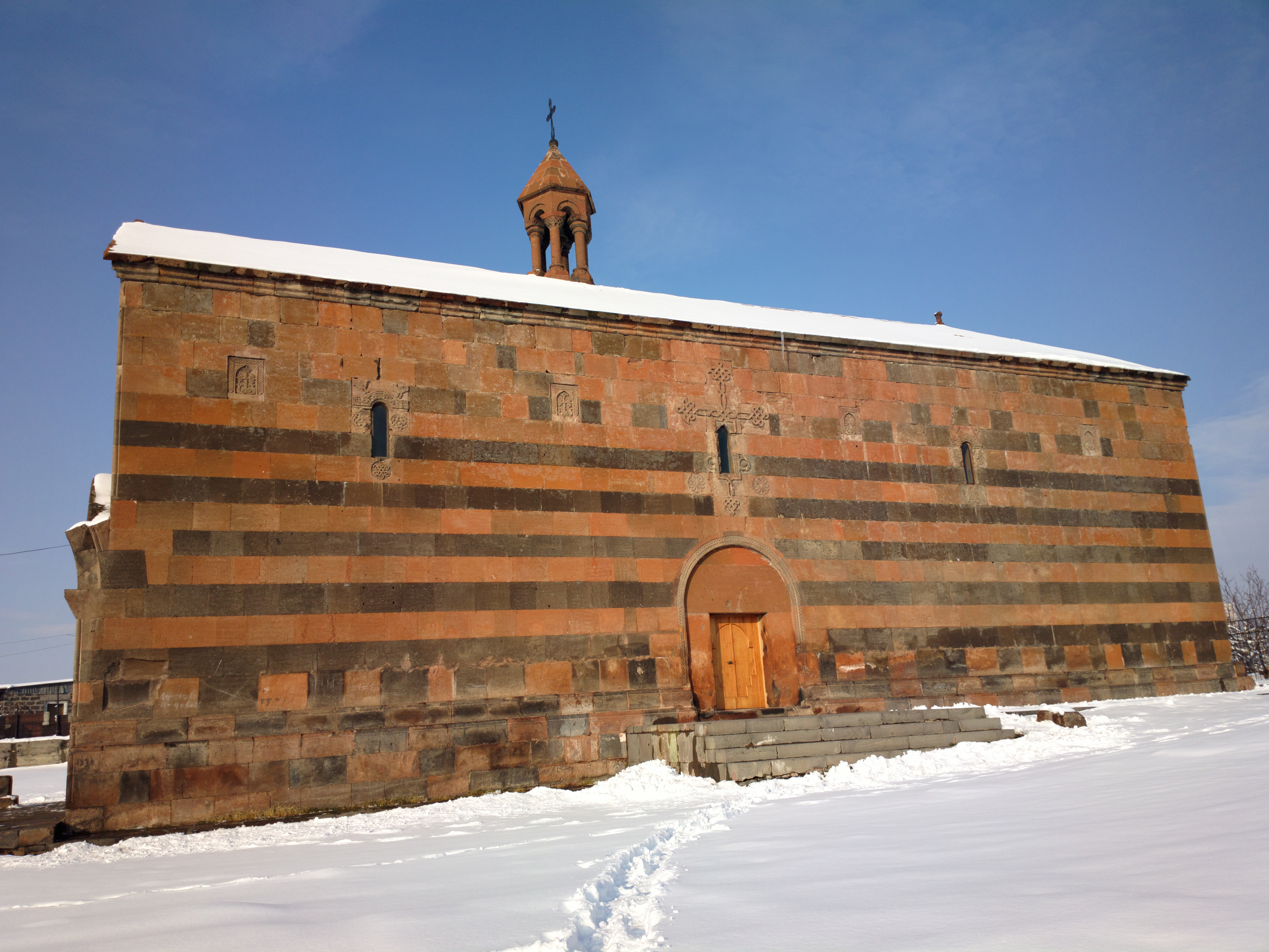
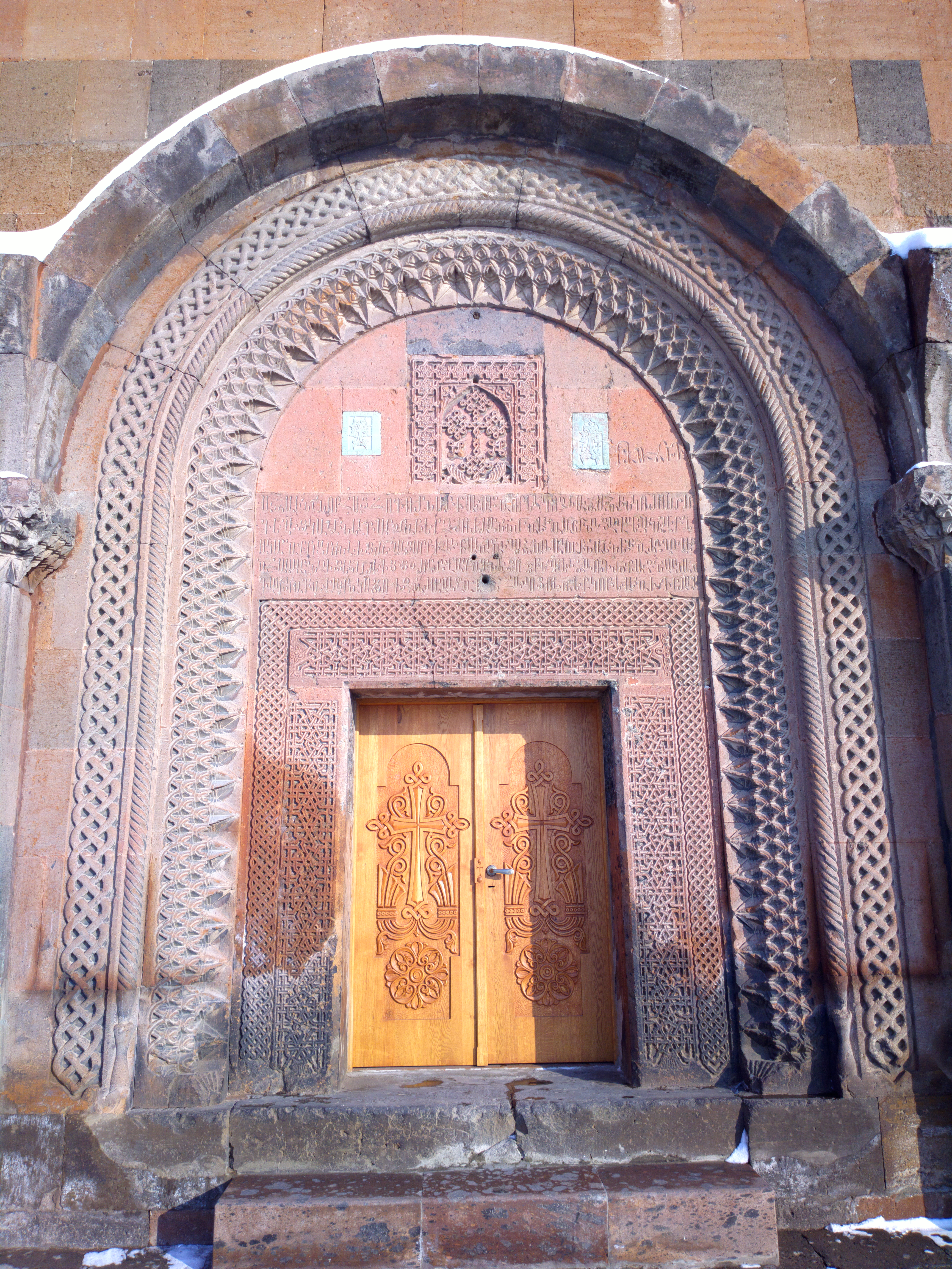
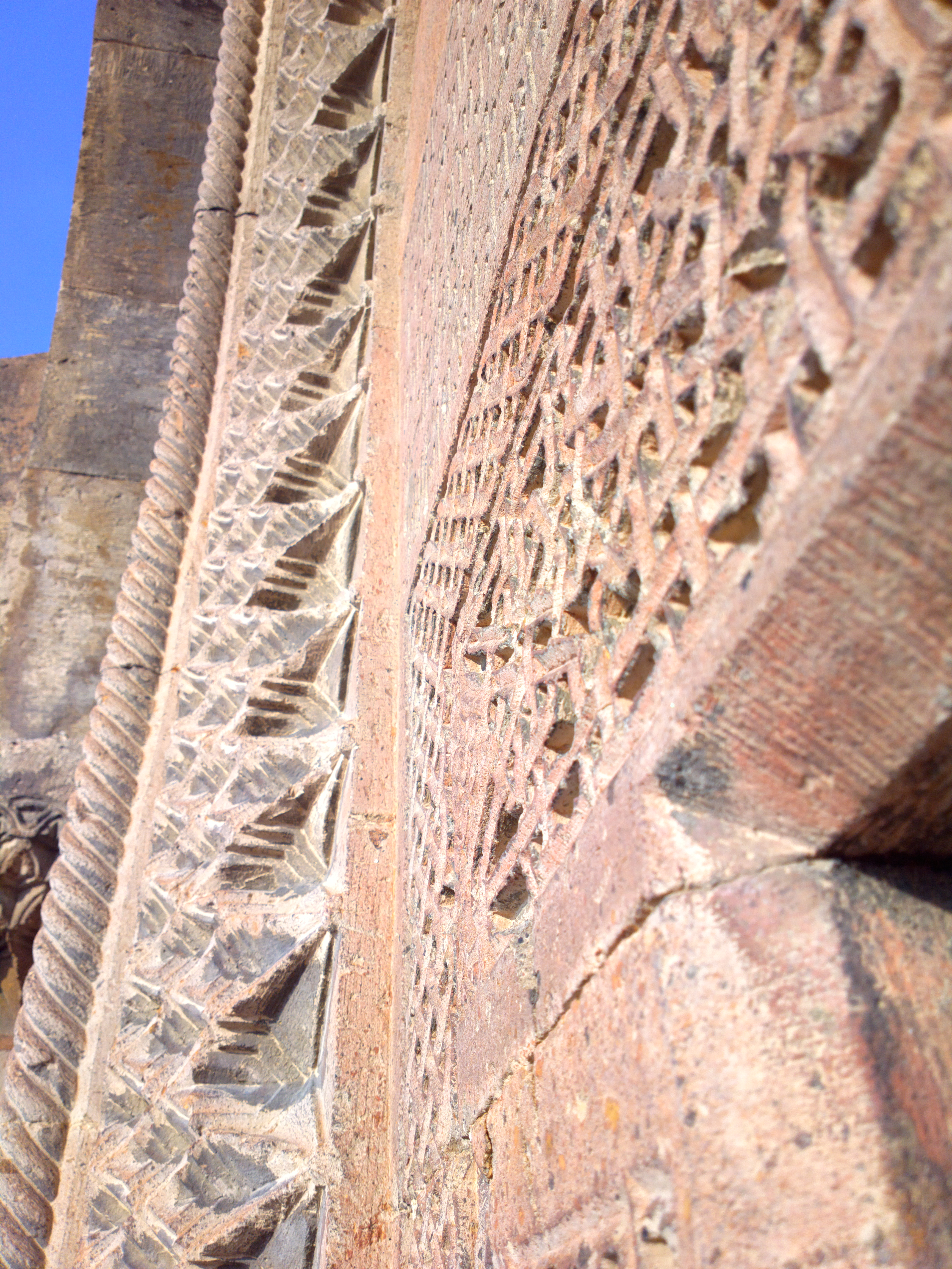
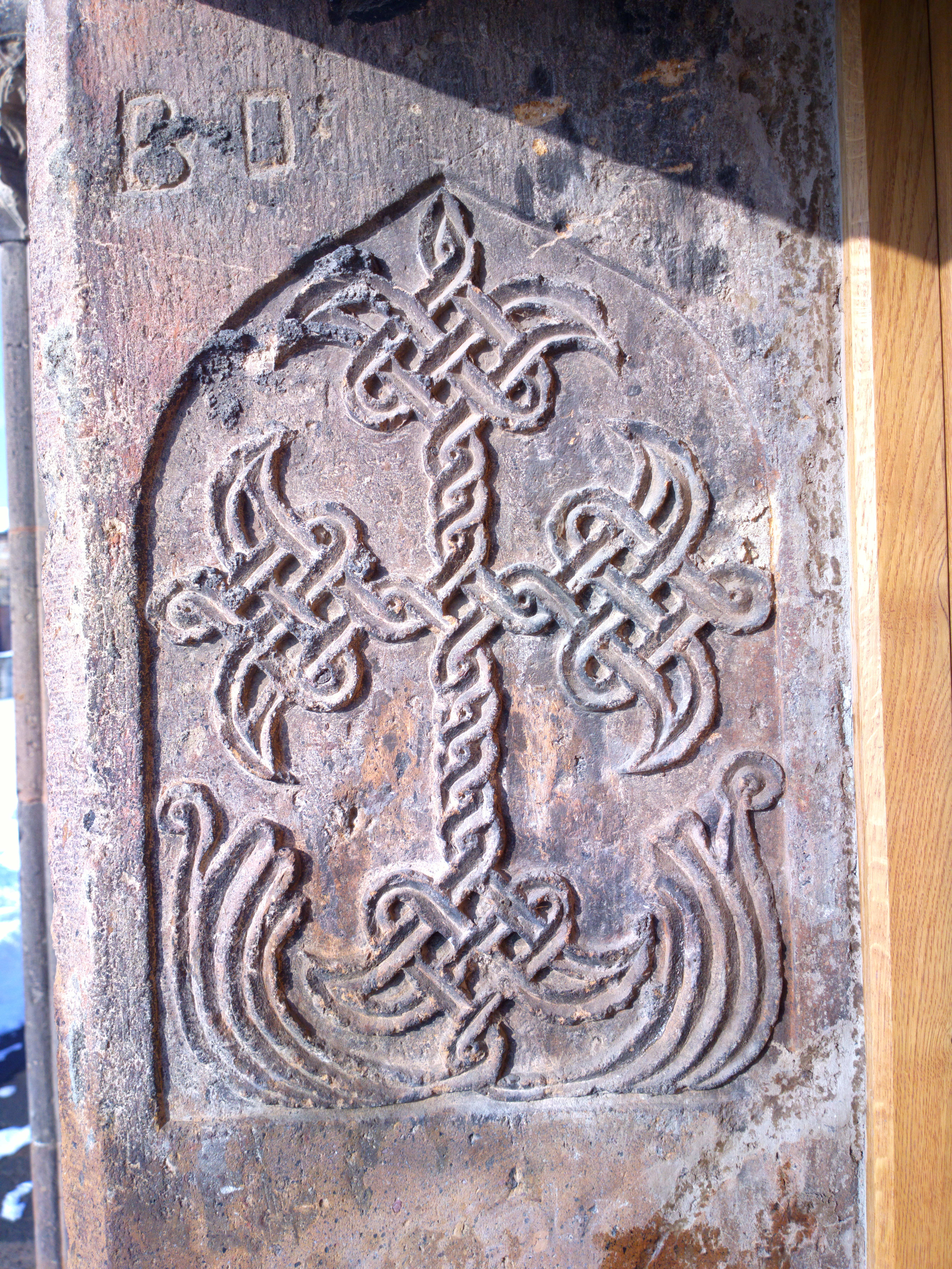
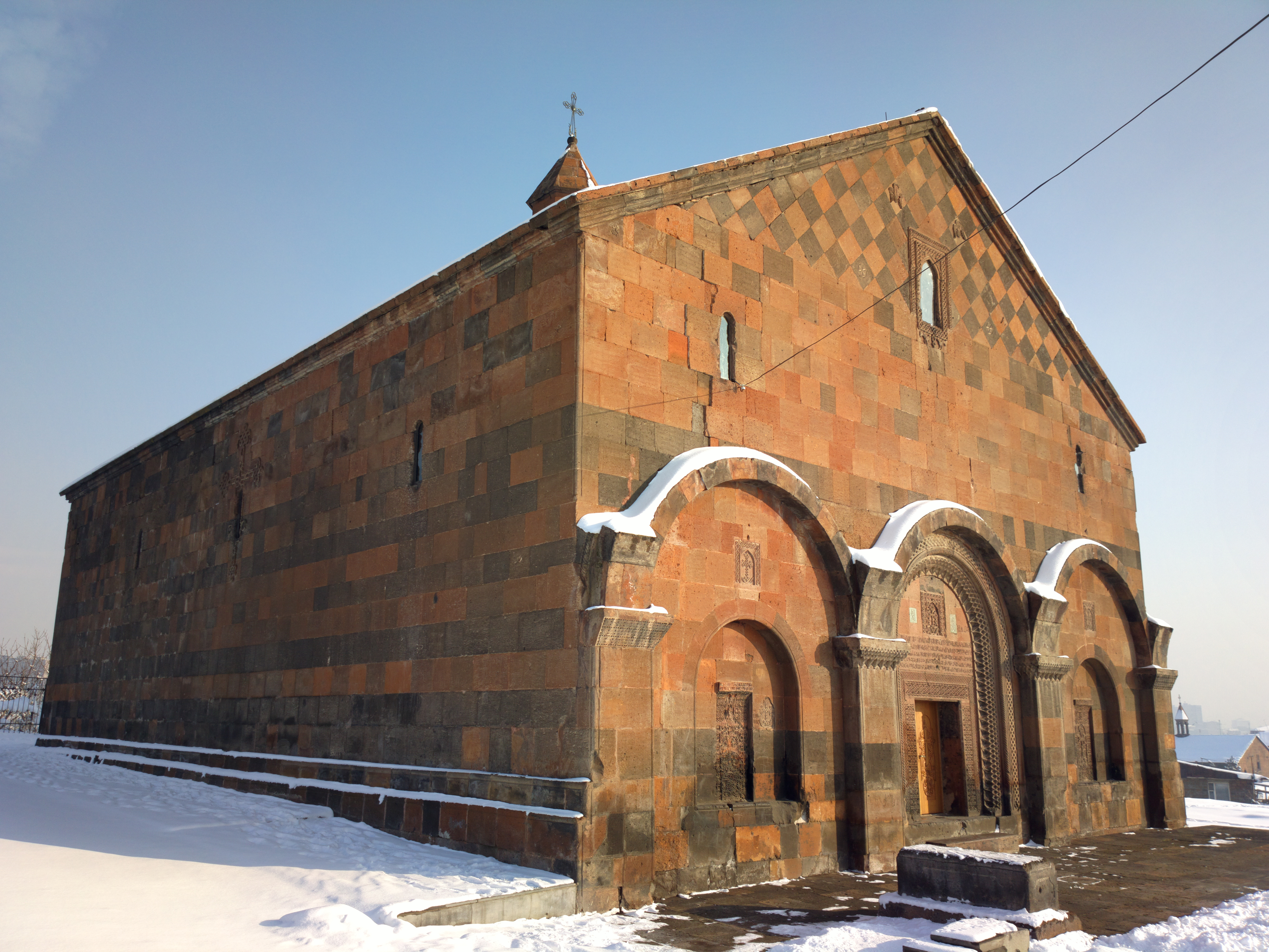
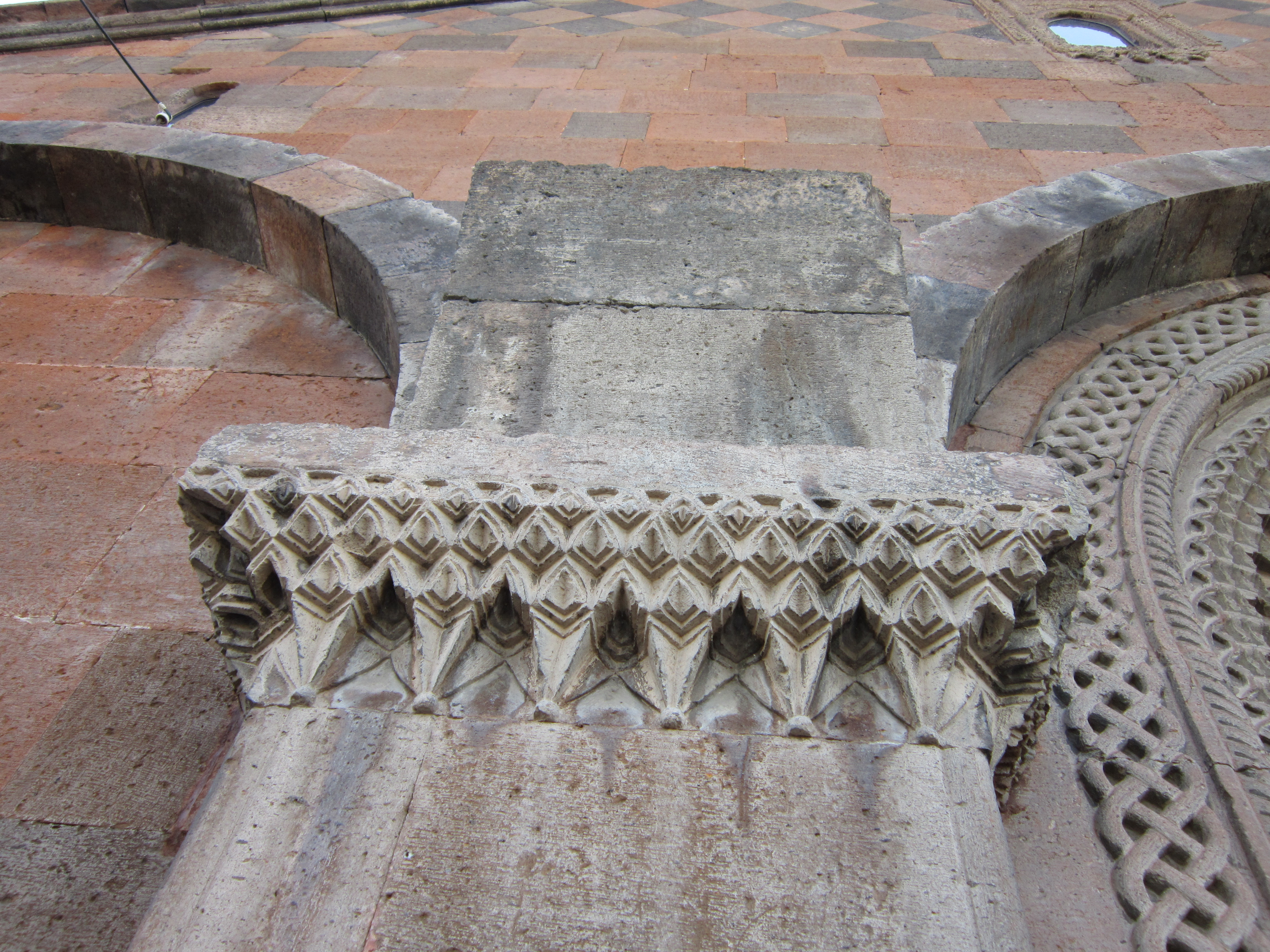
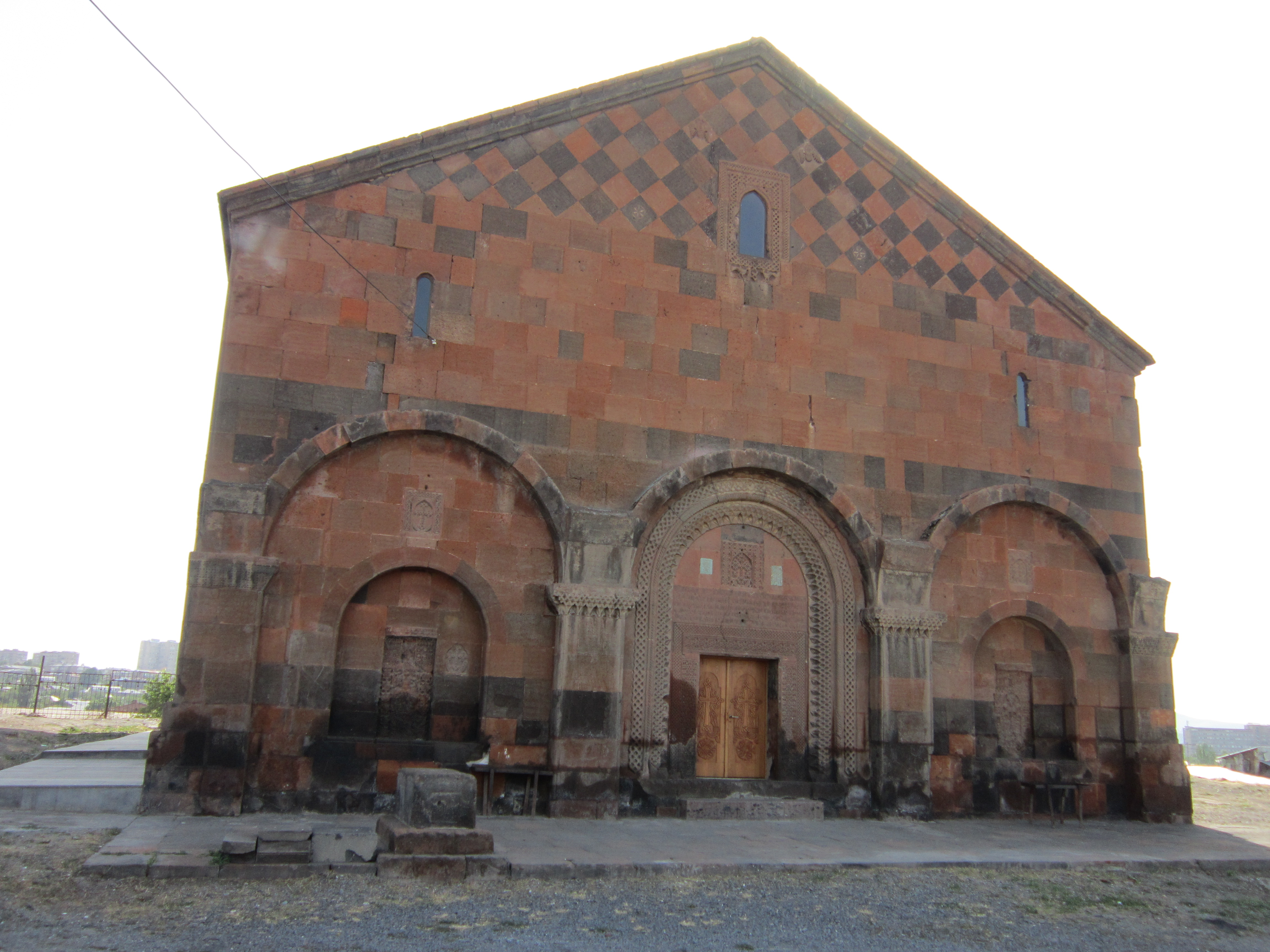
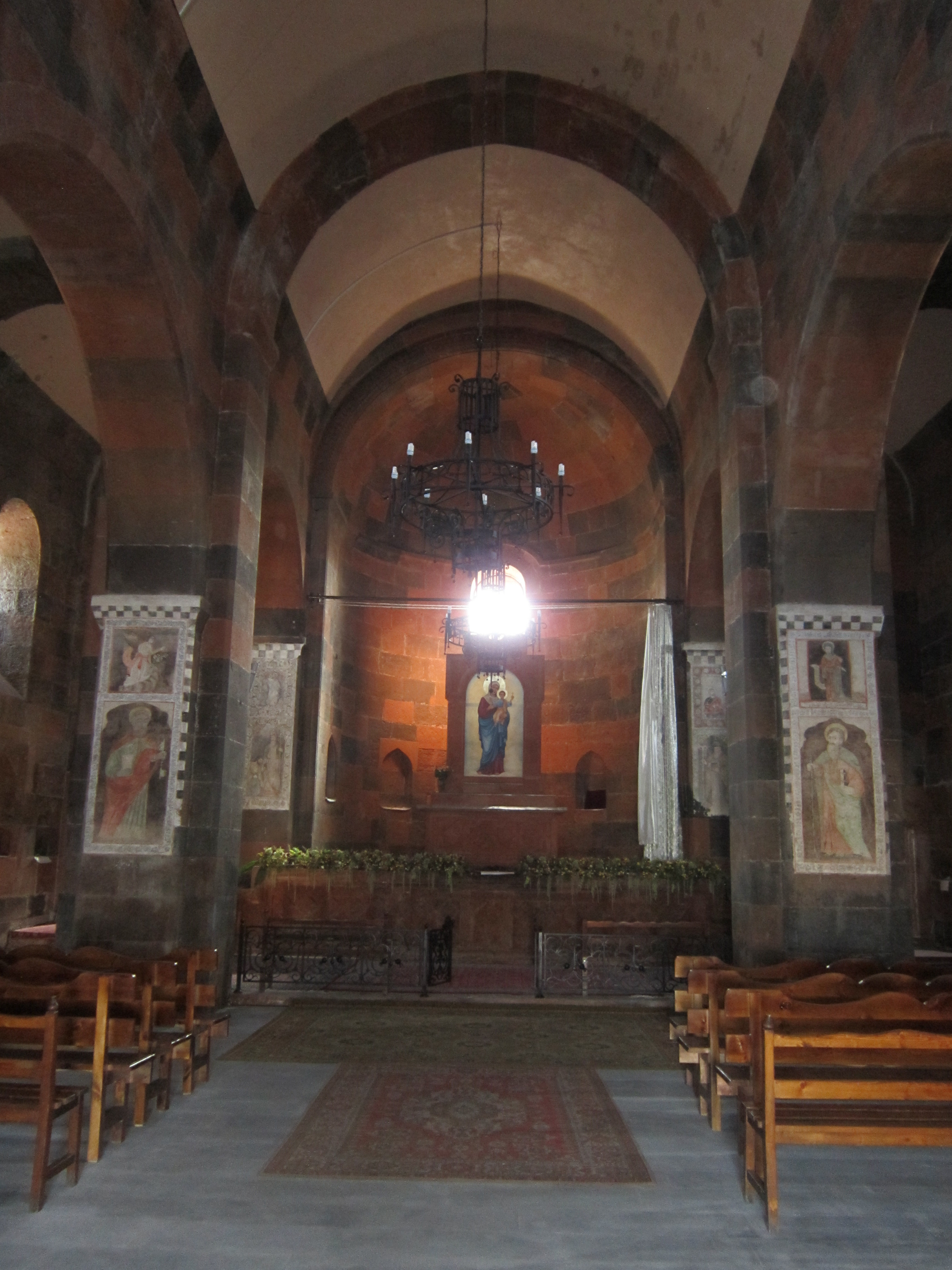
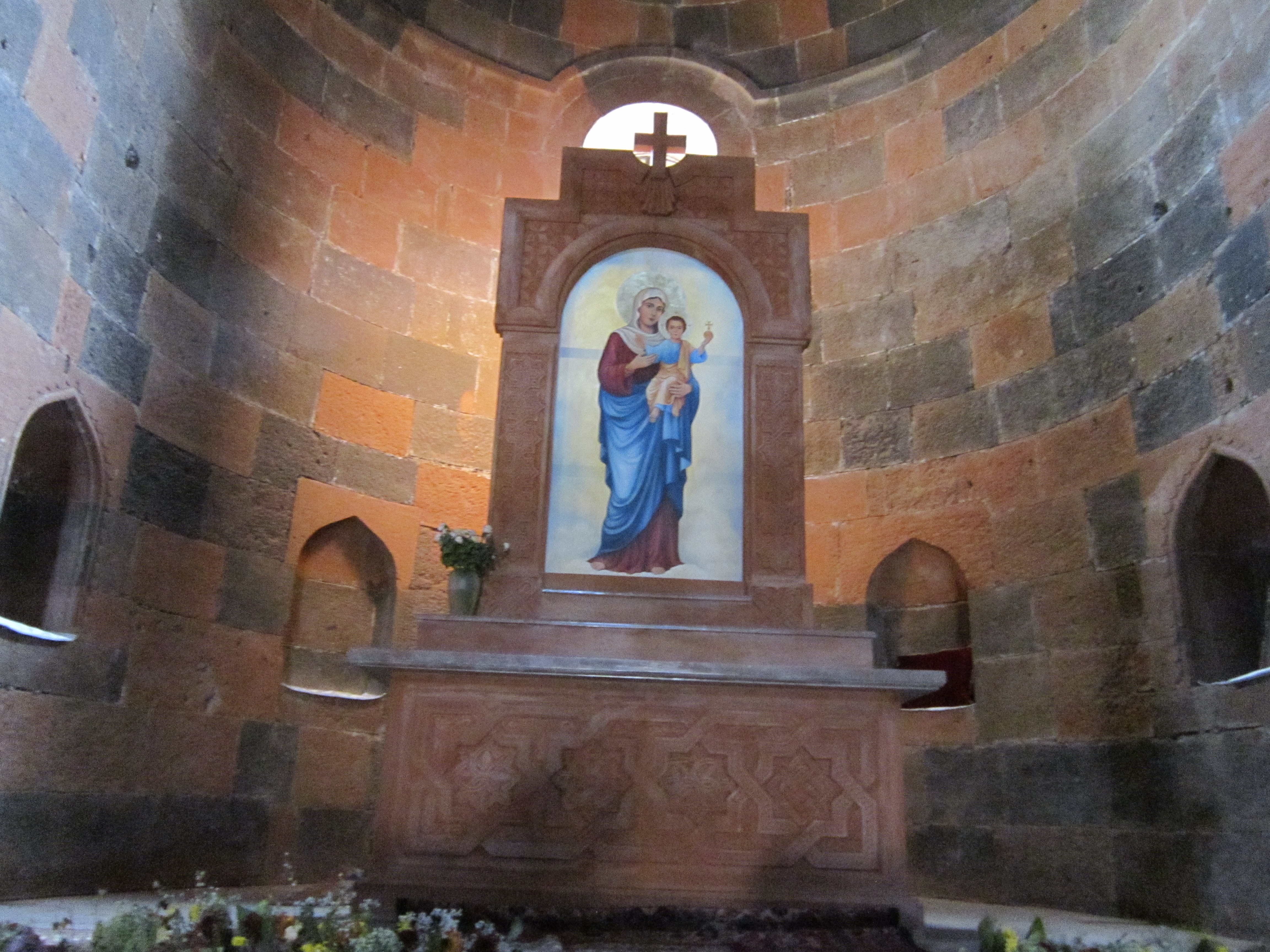
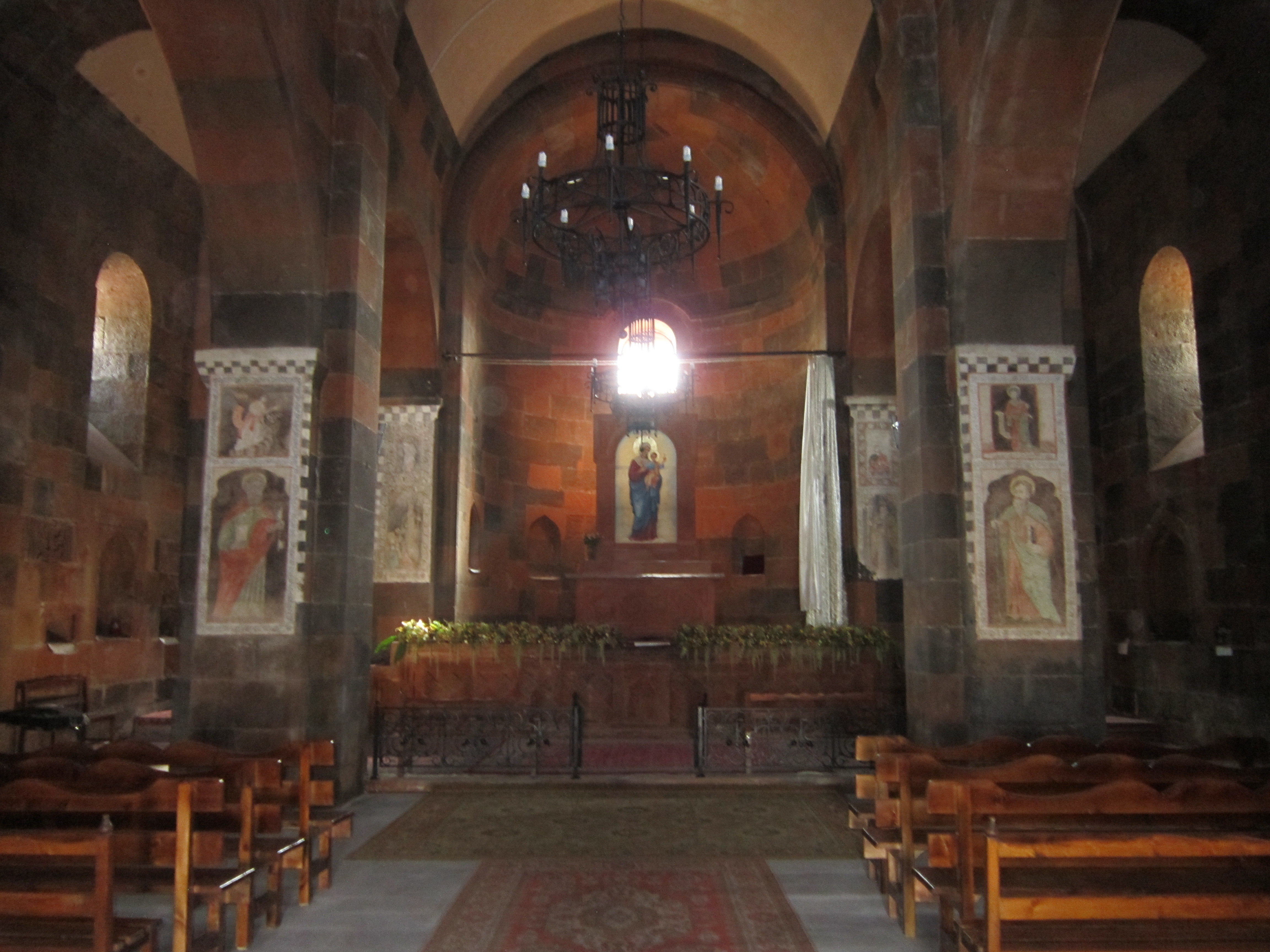
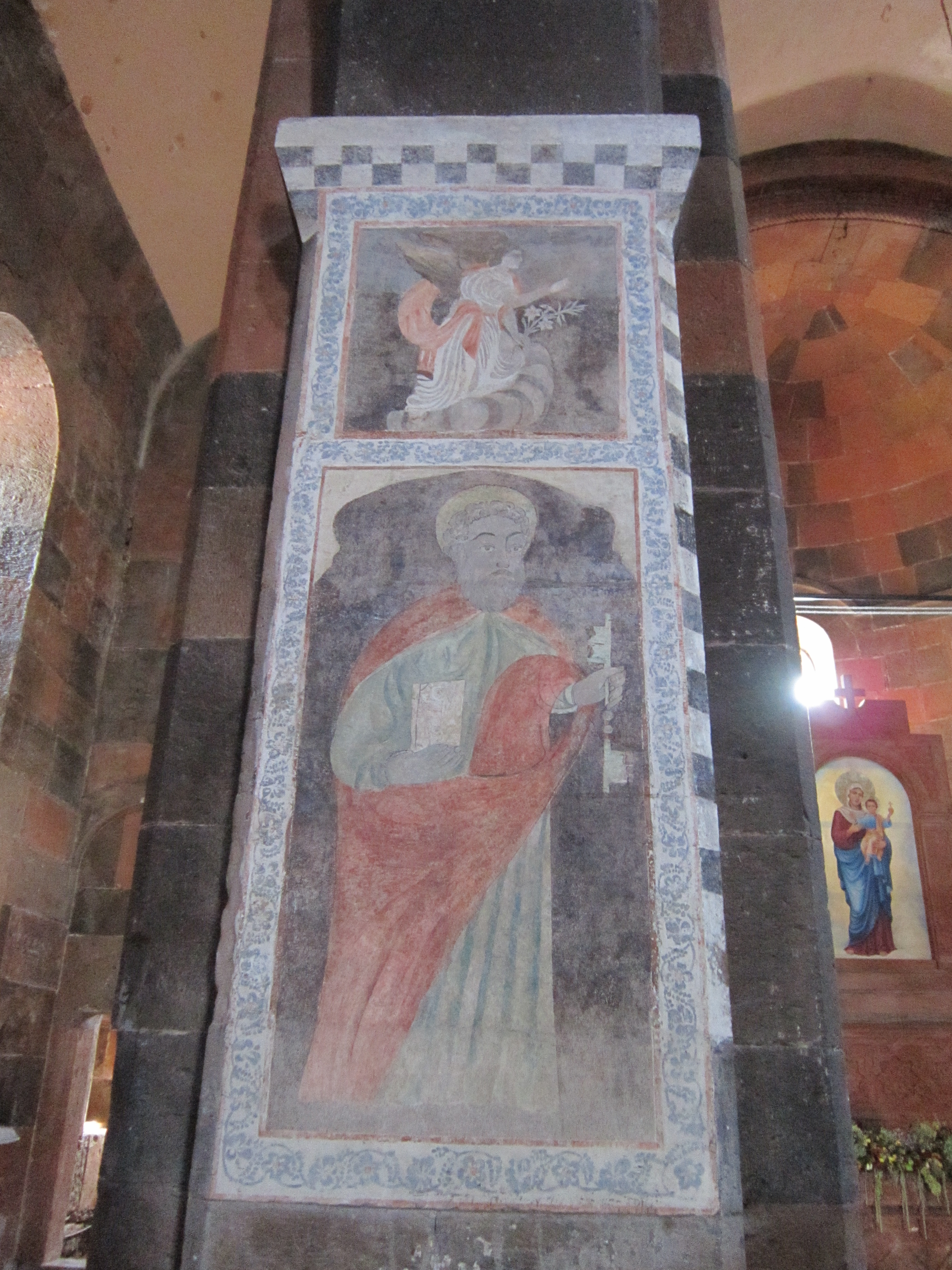